# Cantonul Bjelovar-Bilogora
Cantonul Bjelovar-Bilogora este o unitate administrativ-teritorială de gradul I, situată în partea centrală a Croației. Are o populație de 133.084 locuitori (2001). Reședința sa este orașul Bjelovar. Cuprinde 5 orașe și 18 comune.